# Pierre sculptée de Saint-Didier-au-Mont-d'Or
La pierre sculptée de Saint-Didier-au-Mont-d'Or est un monument historique situé sur la commune de Saint-Didier-au-Mont-d'Or, dans le département français du Rhône.

## Histoire
Elle provient de l'ancienne abbaye de l'île Barbe qui a tout d'abord été posé sur un mur de façade du Quai Arloing. Elle a ensuite été déplacé sur une propriété privée de Saint-Didier-au-Mont-d'Or située sur la route de Limonest. Elle n'est pas visible de l'extérieur.
Cette pierre a été inscrite monument historique en date du 15 octobre 1933.